# 衛藤英幸
衛藤 英幸（えとう ひでゆき）は、大分県出身のゲームミュージックの作曲家、ミニマルテクノのアーティスト。

## 略歴
- ゲームサウンドクリエイターの側面とは別にディスクジョッキーおよびミニマルテクノアーティストという側面も併せ持つ。DAMON WILD率いるNEW YORKのハードミニマルレーベルSYNEWAVE NEWYORKからHIDEYUKI ETO名義で、ZETからはGLIDELATOR名義で作品をリリースしている。

## 参加作品

### コナミ
- パロディウスだ!（スーパーファミコン）
- 実況ワールドサッカーシリーズ（スーパーファミコン・N64）

他

### SCE
- サーカディア（PlayStation）
- 激走トマランナー（PlayStation）
- 激突トマラルク（PlayStation）
- スカイガンナー（PlayStation 2）
- ブラボーミュージック（PlayStation 2）
- ブラボーミュージック〜Xmasエディション〜（PlayStation 2）
- ブラボーミュージック〜超名曲盤〜（PlayStation 2）
- Let'sブラボーミュージック（PlayStation 2）
- チェインダイブ（PlayStation 2）
- ダンスサミット2001（PlayStation 2）リミックスで参加

### フロムソフトウェア
- アーマード・コア ラストレイヴン（PlayStation 2）
- アーマード・コア フォーミューラーフロント（PlayStation 2・PSP）
- アーマード・コア 4（PlayStation 3・Xbox 360）
- アーマード・コア フォーアンサー（PlayStation 3・Xbox 360）
- 天誅千乱（Xbox 360）

他、多数

### クラブミュージック
- HIDEYUKI ETO / Equip [SYNEWAVE:SW41]
- HIDEYUKI ETO / Polyhedron [SYNEWAVE:SW50]
- HIDEYUKI ETO / Encode [SYNEWAVE:SW57]
- GLIDELATOR / Inverse [ZET:ZET019]

## その他
- 衛藤ヒロユキ - 実兄